# Varanus similis
Espèce
Synonymes
- Varanus scalaris similis Mertens, 1958
- Varanus timorensis similis Mertens, 1958

Statut CITES
Varanus similis est une espèce de sauriens de la famille des Varanidae.

## Répartition
Cette espèce se rencontre :
- en Papouasie-Nouvelle-Guinée ;
- en Australie dans le Territoire du Nord et au Queensland.

## Publication originale
- Mertens, 1958 : Bemerkungen über die Warane Australiens. Senckenbergiana biologica, vol. 39, p. 229-264.